# Fifth element
Fifth element is het beoogde vijfde studioalbum van Jade Warrior. Net als hun vierde Eclipse opgenomen in Nova Studios, Londen 1973, zou het als apart album in 1974 uitgegeven worden. Echter, de band kreeg onenigheid, eerst met Vertigo Records, vervolgens met zichzelf (muzikale meningsverschillen). De band viel uit elkaar. Dat zou het einde hebben betekend van de band als niet ene Steve Winwood erg onder de indruk was van hun muziek. Hij kreeg voor Jade Warrior een platencontract bij Island Records en Field en Duhig konden weer verder. Fifth element verscheen pas in 1998, toen Tony al was overleden.   

## Musici
- Tony Duhig – gitaar
- Jon Field – percussie, dwarsfluit
- Glyn Havard – basgitaar, zang
- Allan Price – slagwerk
- David Duhig - gitaar

## Muziek
| Nr. | Titel                    | Duur |
| --- | ------------------------ | ---- |
| 1.  | On the mountain of fruit | 5:12 |
| 2.  | Discotechnique           | 2:43 |
| 3.  | Hey rainy day            | 4:12 |
| 4.  | We are the one           | 4:27 |
| 5.  | 24 hour movie            | 5:02 |
| 6.  | Annie                    | 4:04 |
| 7.  | Yam jam                  | 3:50 |
| 8.  | Have you ever            | 6:00 |